# 미나미와우치촌
미나미와우치촌(南輪内村)은 일본 미에현 미나미무로군에 설치되었던 촌이다. 현재의 오와세시의 남단에 해당한다.